# Brongniartia canescens
Brongniartia canescens là một loài thực vật có hoa trong họ Đậu. Loài này được (S.Watson) Rydb. miêu tả khoa học đầu tiên.